# Parque nacional Montes Blue y de John Crow
El Parque nacional Montes Blue y de John Crow (en inglés: Blue and John Crow Mountains National Park), es un parque nacional en Jamaica.
Más concretamente el parque está situado cerca las ciudades de Portland Parish, St. Thomas, St. Andrew y una pequeña localidad del sureste de St. Mary. El parque abarca 495,2 kilómetros cuadrados y representa el 4,5% de la superficie terrestre de Jamaica.

## Importancia
Fue fundado en 1992 para proteger la fauna y flora que en él reside: el parque es conocido mundialmente por su biodiversidad.
El parque John Crow cuenta con 1800 especies de plantas endémicas; 270 especies de aves, algunas de ellas en peligro de extinción como el Mirlo jamaiquino; y 730 especies de plantas y flores.
En la zona del bosque tropical existe una gran variedad de plantas exóticas y un gran número de mariposas. Este parque es el último de los dos hábitats conocidos de la mariposa gigante de Swallowtail (Papilio Homero), la mariposa más grande en el hemisferio occidental y también es el hábitat de la amenazada ave negra jamaiquina (Neospar nigerrimus), un refugio para la boa de Jamaica (Epicrates subflavus) y la jutía jamaiquina (Geocapromys brownii). Una parte importante de las especies está compuesta por orquídeas endémicas, bromelias y helechos. El parque fue nombrado por la UNESCO Patrimonio de la Humanidad por criterios mixtos (culturales y naturales) en 2011 e inscrito en 2015.
Además el parque supone un 40% de la provisión de agua a la población jamaicana.

## Topografía
La extensión de las Montañas Azules abarca aproximadamente 191000 hectáreas en el extremo oriental de la isla, el 4.5% de la superficie total del país caribeño. Está integrado por tres cadenas montañosas: el Port Royal, Azul y John Crow Mountains, dividido por el Buff Bay y los Valles del Río Grande.
El parque contiene la mayor extensión de bosque cerrado de hoja ancha de Jamaica. La zona oriental de las Montañas Azules reciben una copiosa cantidad de agua, lo que favorece la formación de un bosque tropical, el último de estas características en la isla.
Este parque nacional destaca entre otras cosas por tener la montaña más alta del país y el segundo pico más alto del Caribe detrás del Pico Duarte situado en la República dominicana. Se trata del Pico Blue Mountain o Pico Montaña azul con 2256 metros de altitud.